# Kamień Krajeński
Kamień Krajeński (do 1951 r. Kamień Pomorski, niem. Kamin) – miasto w Polsce, położone w województwie kujawsko-pomorskim, w powiecie sępoleńskim, siedziba gminy miejsko-wiejskiej Kamień Krajeński. Według danych GUS z 31 grudnia 2022 r. Kamień Krajeński liczył 2351 mieszkańców.
Miasto duchowne, własność arcybiskupstwa gnieźnieńskiego, pod koniec XVI wieku leżało w powiecie nakielskim województwa kaliskiego.

## Nazwa
29 stycznia 1951 r. zmieniono nazwę miejscowości z Kamień Pomorski na Kamień Krajeński.

## Administracja
W latach 1954–1972 wieś była siedzibą władz, ale nie należała do gromady Kamień. W latach 1975–1998 miasto administracyjnie należało do województwa bydgoskiego.

## Położenie
Miasto jest położone pomiędzy dwoma jeziorami – Mochel i Brzuchowo, w północno-wschodniej części Krajny, na obszarze Krajeńskiego Parku Krajobrazowego, w pasie Pojezierza Południowopomorskiego (w tym Pojezierza Krajeńskiego), przy drodze krajowej nr 25, w odległości 73 km na północny zachód od Bydgoszczy.

## Historia

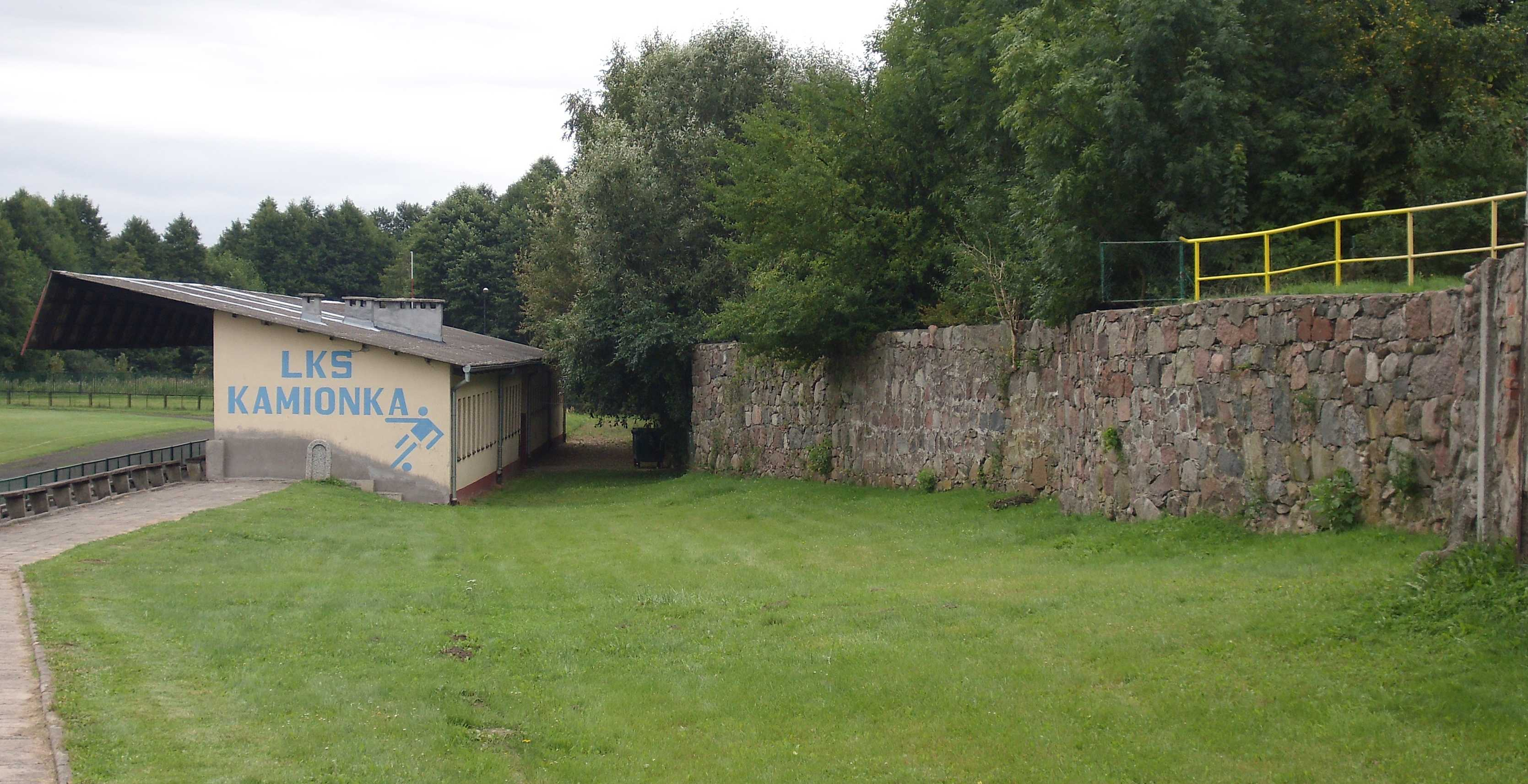
Mury miejskie, XIV w.

Kamień Krajeński jest jedną z najstarszych miejscowości województwa kujawsko-pomorskiego. Najstarsza wzmianka dotycząca Kamienia Krajeńskiego datowana jest na 1107 rok.
Kamień był siedzibą kasztelanii. Zazwyczaj siedzibą kasztelanii były okręgi administracyjne, które odpowiadają wielkością byłym powiatom, a na ich czele stali kasztelanowie, którzy zbierali podatki oraz daniny, dowodzili wojskami i sprawowali sądy. Od XIII w. Kamień Krajeński i jego okolice były własnością arcybiskupstwa gnieźnieńskiego, a ludzie zamieszkujący tereny podlegające arcybiskupstwu, zobowiązani byli poza tygodniową pańszczyzną, wynoszącą na ogół od jednego do trzech dni, wykonywać dodatkowe prace przy wysiewie zbóż, naprawach grobli, przędzeniu pańskiej przędzy oraz koszeniu łąki i zwózce siana. Gdy przyjeżdżał arcybiskup, mieszkańcy Kamienia Krajeńskiego musieli dodatkowo dostarczyć do kuchni jedną sztukę wołu ruskiego i jedno cielę holenderskie.
W 1339 r. Kamień Krajeński i jego okolice zostały przejściowo opanowane przez wojska krzyżackie. Przed nadaniem praw miejskich Kamień Krajeński nosił nazwę Wawrzeszkowo (Wawrzeszkowice) i był on osadą wiejską.
Przełom w historii miasta nastąpił 11 lutego 1359 roku. Wówczas to arcybiskup gnieźnieński Jarosław z Bogorii i Skotnik wydał przywilej, na mocy którego wieś Wawrzyszkowo zmieniono w miasto o ustroju magdeburskim. Odtąd miasto wraz z najbliższą okolicą stanowiło klucz kamieński arcybiskupów gnieźnieńskich. Król Kazimierz III Wielki w dokumencie wydanym 25 czerwca 1360 r. w Łowiczu potwierdził zarządzenie arcybiskupa, przy czym miasto otrzymało nazwę Kamień. W akcie lokacyjnym miasto otrzymało 10 włók (ok. 168 ha) ziemi, zaś od 1597 r. miało ich już 41 (688,8 ha) przy czym 4 włoki (67,2 ha) zajmował pleban. W ciągu wieków pisownia nazwy miasta ulegała wielu zmianom. I tak:
- 1370 – Kamyn
- 1374 i 1384 – Camen
- 1381–1385 i 1596 – Camień, a oprócz tego istniały jeszcze dwie wersje: Camina i Camyn[potrzebny przypis].
- pod zaborem pruskim – Cammin i Kamin
- po odzyskaniu niepodległości w 1920 r. przyjęto nazwę Kamień Pomorski
- od 1951 – Kamień Krajeński.

Krótko po lokacji miasta został wzniesiony zamek obronny z wieżą, który przetrwał do 1721 roku. W 1685 r. istniała jeszcze część zamku, zwana kamienicą z dwoma sklepami (piwnicami), nad którymi znajdowały się dwa pokoje, przygotowanymi na przyjazd arcybiskupa. Obok kamienicy stała wieża, w której urządzone były trzy więzienia dla przestępców. Tuż obok tych budynków stał drewniany dwór, który przeznaczony był dla dzierżawców lub rejentów. Składał się on z dwóch pokoi, alkierza, komory, kuchni i czeladnicy wystawionej w drugiej połowie XVII wieku. Nad rzeką Kamionką stał browar wraz z gorzelnią, zaopatrujący 17 karczm pańskich.
Jako że miasto stało się własnością kościelną, monarcha wyłączył je spod świeckiej władzy wojewodów. Ponadto władca wyraził zgodę na organizowanie w Kamieniu Krajeńskim stałych targów. Wraz z nadaniem praw miejskich arcybiskup ufundował osadzie drewniany kościół pod wezwaniem Najświętszej Marii Panny oraz śś. Apostołów Piotra i Pawła. Budowę obiektu zakończono ok. 1382 roku. W XIV w. miasto otoczono murami obronnymi. Wzmocnienie obronności nie uchroniło jednak przed napadami. W 1383 r. najechał go książę mazowiecki Siemowit IV, zdobywając miasto i zamek. Jednak znacznie groźniejsze w skutkach były tzw. „rejzy” krzyżackie. W 1409 r. komturowie z Człuchowa i Tucholi przez osiem dni pustoszyli ziemię złotowską i nakielską. W tym też czasie zajęty i spalony został Kamień Krajeński. Krzyżacy w wyprawach z 1414 i 1422 r. ponownie spalili miasto. W czasie wojny trzynastoletniej z Zakonem Krzyżackim (1454–1466) Krajna i jej okolice nie uchroniły się od zniszczeń, jakie powodowały wojska krzyżackie. Dokument wydany 6 czerwca 1457 r. przez króla Kazimierza IV Jagiellończyka świadczy o znacznej randze miasta z tego okresu wojny z Krzyżakami. W dokumencie tym król poleca wystawić przez Kamień Krajeński trzech pieszych dla obrony Malborka (dla przykładu: Sępólno Krajeńskie było w stanie wystawić tylko 1 pieszego). Od tego czasu (1457 rok) Kamień Krajeński wzbogacił się o własną artylerię, co wzmocniło jego obronność. Odzyskanie przez Polskę w 1466 r. Pomorza diametralnie odmieniło sytuację i rangę miasta. Z nadgranicznej twierdzy, o dużym znaczeniu strategicznym, Kamień Krajeński stał się prowincjonalnym ośrodkiem handlowo-usługowym dla najbliższej okolicy. W 1512 r. arcybiskup Jan Łaski ustanowił przy kościele urząd archidiakona. Pod koniec XVI w. przez miasto przelała się fala reformacji, niemniej luteranizm aż do rozbiorów nie zyskał w mieście silnej pozycji. W 1597 r. arcybiskup Stanisław Karnkowski wydał nowy przywilej dla miasta. Potwierdził w nim stare prawa, wyznaczył nowe czynsze, wydał pozwolenie na warzenie piwa gdańskiego każdemu obywatelowi miasta, zobowiązał także burmistrza do urządzenia sklepów oraz gościnnego domu dla przybyszów. Źródła przekazują także, iż dom zajezdny w Kamieniu Krajeńskim wcale nie powstał, gdyż większość zatrzymujących się w mieście osób stanowili duchowni, korzystający z gościny w zamku arcybiskupa. W 1651 r. arcybiskup Maciej Łubieński wyniósł kościół kamieński do rangi kolegiaty. W XVII w. powstało w Kamieniu Krajeńskim seminarium duchowne. Na początku XVII w. ziemie krajeńskie stały się obszarem przewlekłych wojen polsko-szwedzkich. W czasie wojny (1675 rok) wojska szwedzkie pustoszyły tereny Kamienia Krajeńskiego i okolic. Za zniszczeniami spowodowanymi wojną szła groźba wybuchu epidemii, mogącej spowodować masowe wymieranie ludności. Dlatego też niektóre osady opustoszały zupełnie. Po ludności, która zamieszkiwała te tereny, pozostały tylko pustki porośnięte lasami. W ten sposób z terenu dzisiejszej gminy zginęły osady takie jak: Mochle, Stary Orzeł, Kruszewo, Żabienko, Ovialow, Preuschodorff. Ok. 1720 r. do kościoła od strony zachodniej dobudowano wieżę, a uroczysta konsekracja kościoła, której dokonał biskup chełmiński Adam Stanisław Grabowski, miała miejsce w 1738 roku (wydarzenie to upamiętnia tablica inskrypcyjna w głównej nawie kościoła).
W wyniku pierwszego rozbioru Polski (1772 rok) granica została przesunięta na południe, a Kamień Krajeński znalazł się na terytorium prowincji państwa pruskiego zwanej Prusami Zachodnimi. Wówczas utworzono również Obwód Nadnotecki, składający się z czterech powiatów, których siedzibami były: Wałcz, Kamień Krajeński, Bydgoszcz i Inowrocław. W 1809 r. w związku z licznym napływem ludności żydowskiej wybudowano w mieście synagogę. Od rozbiorów Polski, a zwłaszcza po wojnach napoleońskich, systematycznie zwiększał się odsetek ludności wyznania ewangelicko-augsburskiego. Dlatego też pod koniec XIX w. Kamień Krajeński wzbogacił się o nową świątynię: neogotycki kościół. Wiek XIX był wiekiem klęsk i nieszczęść. Najpierw w 1854 r. wybuchł pożar w Sępólnie. Wielu mieszkańców straciło wtedy dorobek całego swojego życia. Mieszkańcy okolicznych wsi (również Kamienia Krajeńskiego), choć byli bardzo biedni, zorganizowali pomoc dla ludzi z Sępólna. Po tym kataklizmie przyszedł następny. W grudniu 1855 r. na tereny Pomorza, a w tym i Krajny, nadciągnęły silne mrozy, niespotykane tutaj od wielu lat. Oprócz tego wybuchła epidemia cholery, dziesiątkująca ludność Krajny. Wtedy też, w roku 1866, do Kamienia Krajeńskiego przybyły trzy siostry elżbietanki, zwane wówczas szarymi siostrami (Perpetua Lorenz – przełożona, Karolina Sperlich i Pregryna Kirchner). Ich siedzibą stał się Zakład św. Elżbiety, oddany do użytku w 1905 roku. Siostry te przeprowadzały liczne działania w walce z epidemią: począwszy od organizowania „ochronki” dla dzieci pozbawionych rodziców, poprzez sprzątanie u ludzi chorych, po leczenie ich w szpitalu.

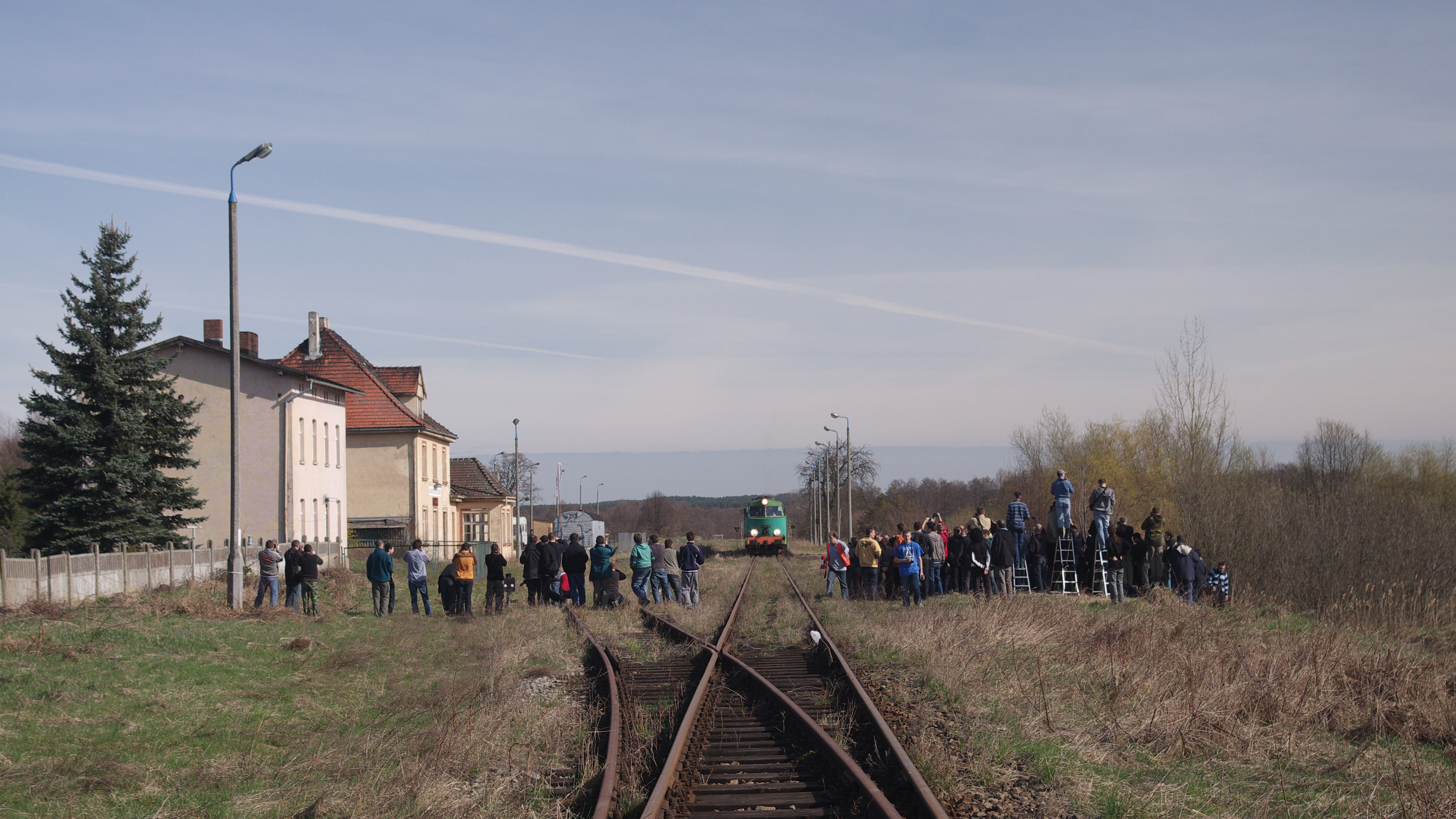
Fotostop na stacji w Kamieniu Krajeńskim podczas przejazdu pociągu specjalnego "Chojnice – Gniezno", (2011)

Po I wojnie światowej miasto włączono do Polski dopiero 28 stycznia 1920 roku. Lata dwudziestolecia międzywojennego to okres wzmożonego rozwoju miasta, a co za tym idzie kształtowanie się władzy samorządowej, rozwój przemysłu i handlu oraz oświaty (w tym czasie istniały dwie szkoły: powszechna i prywatna). W 1923 r. Kamień Krajeński i jego okolice były silnie obsadzone przez element gospodarczy żydowski i niemiecki. Kupiectwo w tym czasie było tu bardzo słabe. W tym czasie zaczęło się rozwijać, jednak sytuacja podatkowa i inne opłaty nakładane na handel, wstrzymały jego rozwój. Do 1923 r. liczebność kupiectwa polskiego była tak mała, że nie mogło ono tworzyć własnego towarzystwa, więc zostało włączone do towarzystwa niemieckiego. Kamień Krajeński i jego okolice (powiat sępoleński) – był buforową jednostką administracyjną, toteż zachodnie krańce powiatu stanowiły ówczesną granicę polsko-niemiecką. Powiat zamieszkiwało wielu Niemców, którzy z biegiem lat i w związku ze zmianami zachodzącymi w hitlerowskiej Rzeszy stawali się coraz bardziej butni i nieprzyjaźni. W latach 30. XX wieku w Kamieniu Pomorskim funkcjonował zakład poprawczy św. Anny.
1 września 1939 r. artyleria i samoloty Wehrmachtu rozpoczęły atak na Sępólno i okolice. Zaczęły się liczne aresztowania. Wiele osób z terenu powiatu sępoleńskiego wywieziono do Lipki. Zapełniły się też miejsca w obozach pracy w Radzimiu i Karolewie, gdzie zgładzono tysiące obywateli powiatu. Wielu nauczycieli i księży przetrzymywano w więzieniu w Zakładzie św. Anny (Kamień Krajeński). W połowie grudnia 1939 r. nauczyciele wraz z księżmi zostali zwolnieni albo wywiezieni do Stutthofu. Tragiczne losy mieszkańców powiatu sępoleńskiego związane z okupacją hitlerowską upamiętniają zbiorowe mogiły pomordowanych w Radzimiu i Karolewie, tablice pamiątkowe, obeliski i pomniki ku ich czci. Przerwana została także tradycyjna wielokulturowość etniczna i wyznaniowa.

## Demografia
Według danych GUS z 31 grudnia 2022 r. miasto miało 2351 mieszkańców.

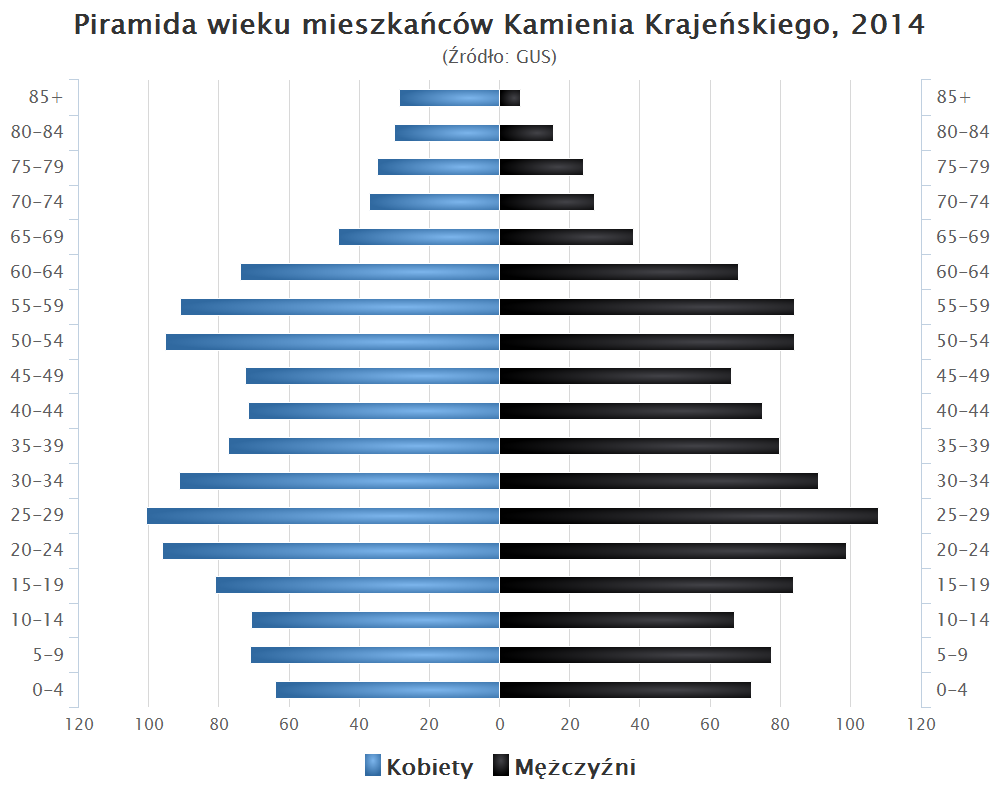
Piramida wieku mieszkańców Kamienia Krajeńskiego w 2014 roku

## Zabytki
- mury miejskie z XIV wieku
- stary rynek (średniowieczny plan urbanistyczny)
- zabudowa miejska, głównie XIX wiek
- kolegiata śś. Apostołów Piotra i Pawła z XVI wieku

## Sport
- Miasto jest siedzibą klubu sportowego Kamionka.